# Shadi (sockenhuvudort i Kina, Hunan Sheng, lat 29,19, long 110,46)
Shadi (kinesiska: 沙堤, 沙堤乡) är en sockenhuvudort i Kina. Den ligger i provinsen Hunan, i den södra delen av landet, omkring 270 kilometer nordväst om provinshuvudstaden Changsha. Antalet invånare är 16 112. Befolkningen består av 7 743 kvinnor och 8 369 män. Barn under 15 år utgör 18,0 %, vuxna 15-64 år 71 %, och äldre över 65 år 9,0 %.
Runt Shadi är det ganska tätbefolkat, med 199 invånare per kvadratkilometer. Närmaste större samhälle är Zhangjiajie, 6,9 km söder om Shadi. I omgivningarna runt Shadi växer huvudsakligen savannskog.
Genomsnittlig årsnederbörd är 1 766 millimeter. Den regnigaste månaden är maj, med i genomsnitt 286 mm nederbörd, och den torraste är december, med 22 mm nederbörd.